# Šišmanovac
Šišmanovac (en serbe cyrillique : Шишмановац) est un village de Serbie situé dans la municipalité de Prokuplje, district de Toplica. Au recensement de 2011, il comptait 78 habitants.

## Démographie
| 1948 | 1953 | 1961 | 1971 | 1981 | 1991 | 2002 | 2011 |
| ---- | ---- | ---- | ---- | ---- | ---- | ---- | ---- |
| 340  | 324  | 263  | 203  | 158  | 92   | 95   | 78   |

|  |